# Przyrzecze (województwo zachodniopomorskie)
Przyrzecze (niem. Wartenstein) – wieś w północno-zachodniej Polsce, położona w województwie zachodniopomorskim, w powiecie świdwińskim, w gminie Brzeżno.
W Przyrzeczu na działce nr 133, po lewej stronie wjazdu na posesję stanowiącą własność Koła Łowieckiego "Cyranka" w Świdwinie rośnie jesion wyniosły o obwodzie 465,0 cm i wysokości 20,0 m. Drzewo posiada nazwę "Jan" i zostało uznane za pomnik przyrody.